# Barrage Blue Mesa
Le barrage Blue Mesa (en anglais : Blue Mesa Dam) est un barrage américain dans le comté de Gunnison, au Colorado. Ce barrage en remblai sur le cours de la Gunnison est à l'origine du réservoir Blue Mesa. Il est protégé au sein de la Curecanti National Recreation Area.